# Emanuel Cleaver

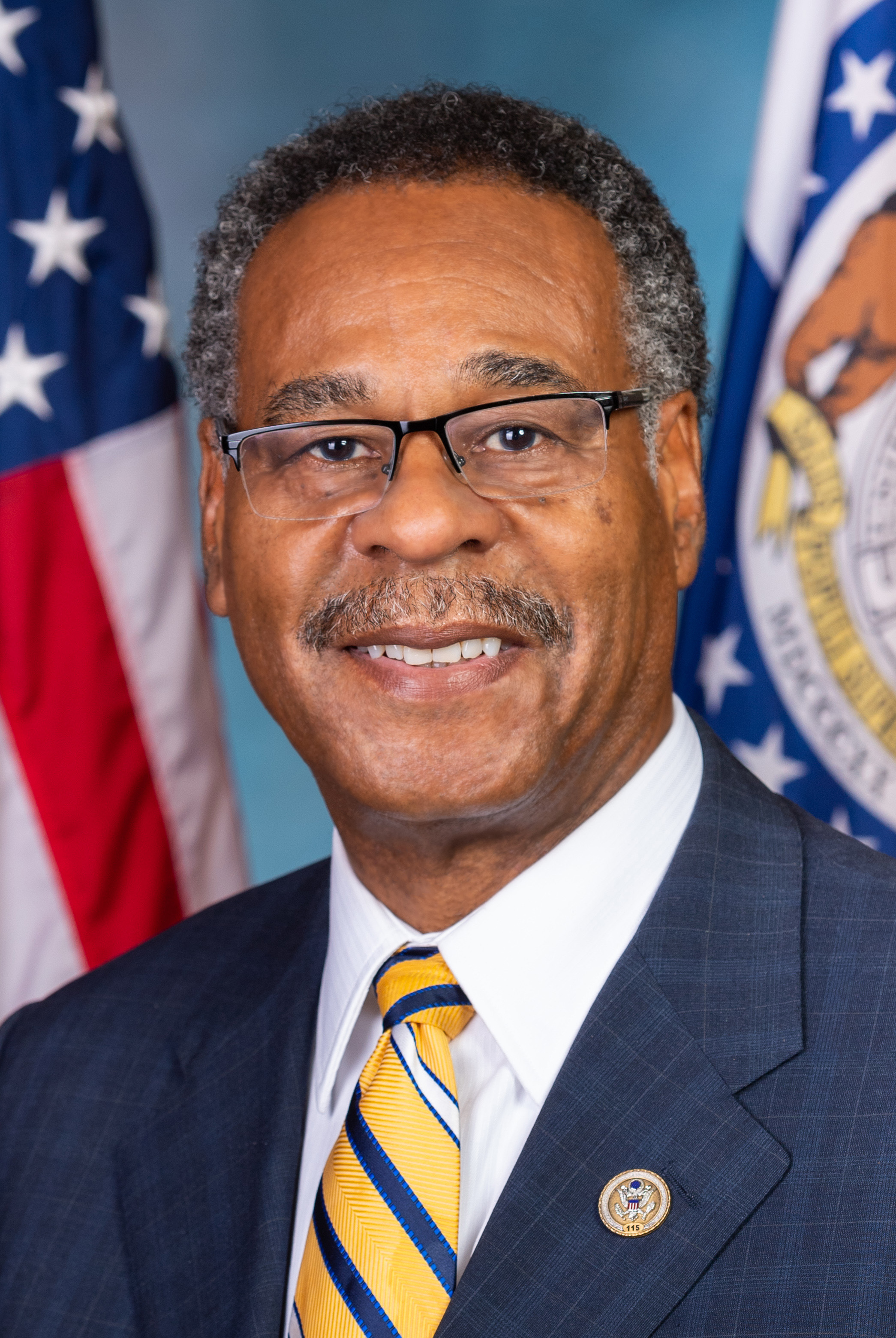
Emanuel Cleaver (2018)

Emanuel Cleaver II (* 26. Oktober 1944 in Waxahachie, Ellis County, Texas) ist ein amerikanischer Politiker der Demokratischen Partei und Pastor der Evangelisch-methodistischen Kirche (englisch: The United Methodist Church). Seit 2005 vertritt er den fünften Kongresswahlbezirk Missouris im Repräsentantenhaus der Vereinigten Staaten, der die Stadt Kansas City und ihre Umgebung umfasst. Zuvor war er der erste afroamerikanische Bürgermeister von Kansas City.

## Familie, Ausbildung und Beruf
Cleaver wuchs in einem Sozialwohnungsprojekt in Wichita Falls, Texas, auf. Er studierte am Murray State College, spielte dort American Football und hoffte bis zu einer Knieverletzung auf eine Profikarriere. Er setzte sein Studium an der Prairie View Agricultural and Mechanical University fort, das er 1968 mit dem Bachelorgrad in Soziologie abschloss. Anschließend zog er nach Kansas City, wo er die lokale Sektion der Southern Christian Leadership Conference gründete und das Studium der Theologie 1974 an der Saint Paul School of Theology mit dem Mastergrad abschloss. 1969 bis 2005 oder 1972 bis 2009 war er Pastor der Saint James United Methodist Church, die währenddessen von 47 auf über zweitausend Mitglieder wuchs. Von 2000 bis 2004 machte er die Radiosendung Under the Clock bei KCUR Radio.
Mit seiner Frau Dianne hat er vier Kinder. Sie leben in Kansas City. Er ist Freimaurer; seine Loge, Eureka Lodge No. 170 ist unter der Prince Hall Großloge konstituiert.

## Politische Laufbahn
Von 1979 bis 1991 war er Stadtrat, danach bis 1999 als Nachfolger von Richard L. Berkley für zwei Amtszeiten Bürgermeister von Kansas City. In seiner Amtszeit erreichte er Wirtschaftswachstum, den Ausbau der Infrastruktur und die Organisation von Jugendprogrammen, um die Kriminalität einzudämmen. Am 25. Juni 2000 wurde eine der Hauptstraßen der Stadt in Emanuel Cleaver II Boulevard umbenannt. Anschließend diente er zeitweilig als Sonderberater für Städte des Bauministers Andrew Cuomo in der Regierung Clinton.
2004 trat Cleaver bei der Wahl zum Repräsentantenhaus an und setzte sich knapp gegen seine republikanische Gegenkandidatin Jeanne Patterson durch. Seit dem 3. Januar 2005 gehört er dem Repräsentantenhaus der Vereinigten Staaten an. Er wurde bei den alle zwei Jahre stattfindenden folgenden Wahlen stets bestätigt und ist bzw. war Mitglied im Finanzausschuss des Repräsentantenhauses. Von 2011 bis 2013 führte Cleaver als Nachfolger von Barbara Lee den Vorsitz im Congressional Black Caucus, der Vereinigung der afroamerikanischen Kongressmitglieder. Emanuel Cleavers aktuelle elite Legislaturperiode im 119. Kongress dauert noch bis zum 3. Januar 2027.
Während des innerparteilichen Vorwahlkampfs zur Präsidentschaftswahl 2008 unterstützte Cleaver Hillary Clinton statt den Afroamerikaner Barack Obama, wofür er als Verräter und „Uncle Tom“ beschimpft wurde. Cleaver kannte die Clintons seit den 1980er Jahren, als Bill Clinton Gouverneur von Arkansas war, und profitierte in seiner Bürgermeisterzeit von Investitionshilfen der Regierung Clinton. Bei der Präsidentschaftswahl 2012 war Cleaver einer der co-chairs von Obamas Wahlkampagne, der von Cleavers Loyalität zu Clinton beeindruckt war. Bei der Präsidentschaftswahl 2016 unterstützte er Clinton, unter anderem mit einer Rede bei der Democratic National Convention, dem Nominierungsparteitag für die Präsidentschaftskandidatin.
Am 11. September 2014 wurde auf sein Büro in Kansas City ein Brandanschlag verübt, bei dem niemand verletzt wurde. Er selbst war zu der Zeit in Washington, D.C.